# Nonea kandaharensis
Nonea kandaharensis är en strävbladig växtart som beskrevs av Harald Harold Udo von Riedl. Nonea kandaharensis ingår i släktet nonneor, och familjen strävbladiga växter. Inga underarter finns listade i Catalogue of Life.